# ハッピー・ゴー・ラッキー
『ハッピー・ゴー・ラッキー』（Happy-Go-Lucky）は、マイク・リー監督・脚本による2008年のコメディ・ドラマ映画である。
日本では第21回東京国際映画祭のWORLD CINEMAで上映された。また2012年3月2日にはDVDが発売された。

## キャスト
- サリー・ホーキンス - ポーリン・"ポピー"・クロス
- エディ・マーサン - スコット
- アレクシス・ゼガーマン - ゾーイ
- アンドレア・ライズブロー - ドーン
- シネイド・マシューズ - アリス
- シルヴェストラ・ル・トゥーゼル - ヘザー
- サミュエル・ルーキン - ティム
- キャロリン・マーティン - ヘレン
- カリーナ・フェルナンデス - フラメンコ講師

## 製作
本作はマイク・リーが初めて2.35のアスペクト比のアナモルフィック・フォーマットで撮った作品である。

## 評価

### 批評家の反応
Rotten Tomatoesで151件のレビューで支持率は93%となった。

### 受賞とノミネート
| 映画祭・賞                            | 部門                                    | 対象                   | 結果       |
| ------------------------------------- | --------------------------------------- | ---------------------- | ---------- |
| アカデミー賞                          | 脚本賞                                  | マイク・リー           | ノミネート |
| ベルリン国際映画祭                    | 金熊賞                                  | マイク・リー           | ノミネート |
| ベルリン国際映画祭                    | 銀熊賞 (女優賞)                         | サリー・ホーキンス     | 受賞       |
| ボストン映画批評家協会                | 主演女優賞                              | サリー・ホーキンス     | 受賞       |
| 英国インディペンデント映画賞          | 主演女優賞                              | サリー・ホーキンス     | ノミネート |
| 英国インディペンデント映画賞          | 助演男優賞                              | エディ・マーサン       | 受賞       |
| 英国インディペンデント映画賞          | 助演女優賞                              | アレクシス・ゼガーマン | 受賞       |
| シカゴ映画批評家協会                  | 主演女優賞                              | サリー・ホーキンス     | ノミネート |
| クロトゥルーディス賞                  | 作品賞                                  | -                      | ノミネート |
| クロトゥルーディス賞                  | 監督賞                                  | マイク・リー           | 受賞       |
| クロトゥルーディス賞                  | 主演女優賞                              | サリー・ホーキンス     | ノミネート |
| クロトゥルーディス賞                  | 助演男優賞                              | エディ・マーサン       | 受賞       |
| クロトゥルーディス賞                  | オリジナル脚本賞                        | マイク・リー           | ノミネート |
| デトロイト映画批評家協会              | 主演女優賞                              | サリー・ホーキンス     | ノミネート |
| デトロイト映画批評家協会              | 助演男優賞                              | エディ・マーサン       | ノミネート |
| ヨーロッパ映画賞                      | 作品賞                                  | -                      | ノミネート |
| ヨーロッパ映画賞                      | 主演女優賞                              | サリー・ホーキンス     | ノミネート |
| ゴールデングローブ賞                  | 作品賞 (ミュージカル・コメディ部門)     | -                      | ノミネート |
| ゴールデングローブ賞                  | 主演女優賞 (ミュージカル・コメディ部門) | サリー・ホーキンス     | 受賞       |
| ハリウッド映画祭                      | ブレイクスルー賞                        | サリー・ホーキンス     | 受賞       |
| ロンドン映画批評家協会賞              | 英国作品賞                              | -                      | ノミネート |
| ロンドン映画批評家協会賞              | 英国監督賞                              | マイク・リー           | ノミネート |
| ロンドン映画批評家協会賞              | 英国主演女優賞                          | サリー・ホーキンス     | ノミネート |
| ロンドン映画批評家協会賞              | 英国助演男優賞                          | エディ・マーサン       | 受賞       |
| ロンドン映画批評家協会賞              | 英国助演女優賞                          | アレクシス・ゼガーマン | ノミネート |
| ロサンゼルス映画批評家協会賞          | 脚本賞                                  | マイク・リー           | 受賞       |
| ロサンゼルス映画批評家協会賞          | 主演女優賞                              | サリー・ホーキンス     | 受賞       |
| 全米映画批評家協会賞                  | 監督賞                                  | マイク・リー           | 受賞       |
| 全米映画批評家協会賞                  | 主演女優賞                              | サリー・ホーキンス     | 受賞       |
| 全米映画批評家協会賞                  | 助演男優賞                              | エディ・マーサン       | 受賞       |
| 全米映画批評家協会賞                  | 脚本賞                                  | マイク・リー           | 受賞       |
| ニューヨーク映画批評家協会賞          | 監督賞                                  | マイク・リー           | 受賞       |
| ニューヨーク映画批評家協会賞          | 主演女優賞                              | サリー・ホーキンス     | 受賞       |
| ニューヨーク映画批評家協会賞          | 助演男優賞                              | エディ・マーサン       | ノミネート |
| ニューヨーク映画批評家オンライン      | 作品トップ10                            | -                      | 受賞       |
| ニューヨーク映画批評家オンライン      | 主演女優賞                              | サリー・ホーキンス     | 受賞       |
| Norwegian International Film Festival | Most Enjoyable Film (Theatre Owners)    | マイク・リー           | 受賞       |
| Pula Film Festival                    | 監督賞（外国）                          | マイク・リー           | 受賞       |
| サンフランシスコ映画批評家協会        | 主演女優賞                              | サリー・ホーキンス     | 受賞       |
| サテライト賞                          | ミュージカル・コメディ映画賞            | -                      | ノミネート |
| サテライト賞                          | 主演女優賞 (ミュージカル・コメディ映画) | サリー・ホーキンス     | ノミネート |
| 女性映画ジャーナリスト賞              | 作品賞                                  | -                      | ノミネート |
| 女性映画ジャーナリスト賞              | 主演女優賞                              | サリー・ホーキンス     | 受賞       |
| 女性映画ジャーナリスト賞              | 助演男優賞                              | エディ・マーサン       | ノミネート |
| 女性映画ジャーナリスト賞              | アンサンブル・キャスト賞                | -                      | ノミネート |
| 女性映画ジャーナリスト賞              | オリジナル脚本賞                        | マイク・リー           | ノミネート |